# Flektogon

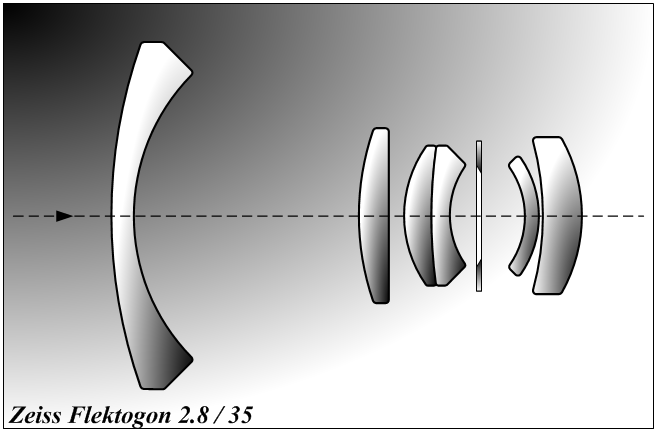
Zeiss Flektogon 2.8/35.

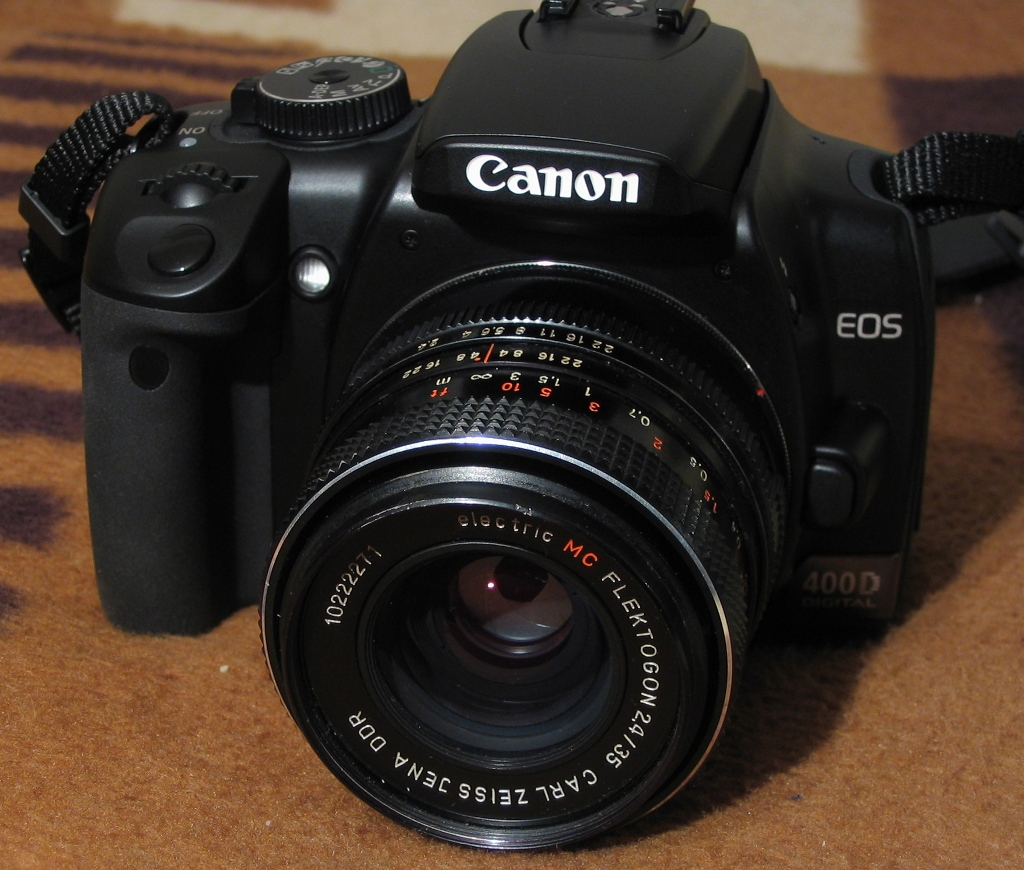
Carl Zeiss Jena MC Flektogon 2.4/35.

Flektogon – nazwa obiektywów szerokokątnych produkowanych przez wschodnioniemiecką firmę VEB Carl Zeiss Jena. Podobnie jak w przypadku innych obiektywów tego producenta bardziej cenione są nowsze modele z wielowarstwowymi powłokami przeciwodblaskowymi oznaczane w nazwie skrótem MC. Obiektywy o nazwie Flektogon produkowane były w różnych wariantach mocowania (m.in. M42, Pentacon Six, Exakta, Werra, Pentina). Obiektywy o identycznej konstrukcji optycznej dla aparatów Praktica (bagnet B) sprzedawane były pod nazwą Prakticar. W niektórych krajach obiektywy te sprzedawane były z napisem "aus Jena" zamiast "Carl Zeiss Jena", co wynikało z porozumień zawartych między wschodnio- i zachodnioniemiecką częścią firmy.
Potencjalnie niepełna lista obiektywów noszących nazwę Flektogon dla aparatów małoobrazkowych:
- 20mm f/4,
- 20mm f/2.8 MC,
- 25mm f/4,
- 35mm f/2.8,
- 35mm f/2.4 MC.

Potencjalnie niepełna lista obiektywów noszących nazwę Flektogon dla aparatów średnioformatowych Pentacon Six:
- 50mm f/4,
- 50mm f/4 MC,
- 65mm f/2.8.